# سعید کلانکی

## فعالیت‌ها
سعید کلانکی از اعضا و موسسانکمیته گزارشگران حقوق بشر، فعال دانشجویی و دبیر سابق کمیته دانشجویی دفاع از زندانیان سیاسی می‌باشد . این فعال حقوق بشر در رشتهٔ آی تی دانشگاه علمی کاربردی تحصیل کرده‌است.

## بازداشت و زندان
وی دارای دو سابقه بازداشت در سال‌های 81 و 83 می‌باشد؛ که بار اول در سالگرد 18 تیرماه سال 81 بازداشت شده و مدت دو ماه را در زندان سپری کرده‌است و بار دیگر در سال 83 در جریان تحصن مقابل سازمان ملل در اعتراض به بازداشت شماری از دانشجویان بازداشت شد و مدت دو هفته در بند 209 به سر برد. وی سپس از سوی شعبه 26 دادگاه انقلاب به 3 سال حبس تعلیقی به مدت 5 سال محکوم شد.
سعید کلانکی در مدت فعالیت خود، بارها از سوی نهادهای امنیتی مورد تعقیب و تهدید قرار گرفت. در یکی از آخرین موارد، ماموران امنیتی جهت بازداشت وی، روز 27 خردادماه به منزل ایشان مراجعه کرده که موفق به دستگیری وی نشدند.
این فعال حقوق بشر در نهایت در تاریخ 9 آذر 1388 توسط نیروهای امنیتی جمهوری اسلامی ایران در محل کارش بازداشت شده و در همین روز منزل وی مورد تفتیش و بررسی نیروهای امنیتی قرار گرفته‌است .تاکنون از وضعیت و محل نگهداری وی اطلاع دقیقی در دست نمی‌باشد .